# باميلا هينسلي
باميلا هينسلي (بالإنجليزية: Pamela Hensley)‏ هي كاتِبة وممثلة أمريكية، ولدت في 3 أكتوبر 1950 في غلينديل في الولايات المتحدة.

## أعمال

### أفلام
- (1975)  رجل البرونز

## وصلات خارجية
- باميلا هينسلي على موقع IMDb (الإنجليزية)
- باميلا هينسلي على موقع ألو سيني (الفرنسية)
- باميلا هينسلي على موقع أول موفي (الإنجليزية)
- باميلا هينسلي على موقع قاعدة بيانات الأفلام السويدية (السويدية)
- باميلا هينسلي على موقع قاعدة بيانات الفيلم (الإنجليزية)
- باميلا هينسلي على موقع كينوبويسك (الروسية)